# Saint-Benoît-d’Hébertot
Saint-Benoît-d’Hébertot település Franciaországban, Calvados megyében. Lakosainak száma 467 fő (2022. január 1.). Saint-Benoît-d’Hébertot Genneville, Quetteville, Saint-André-d’Hébertot, Saint-Gatien-des-Bois, Le Theil-en-Auge, Vieux-Bourg és Beuzeville községekkel határos.

## Népesség
A település népessége az elmúlt években az alábbi módon változott:
| Lakosok száma | 240  | 243  | 286  | 322  | 401  | 423  | 425  | 430  | 441  | 467  |
|               | 1968 | 1982 | 1990 | 2006 | 2013 | 2015 | 2017 | 2019 | 2020 | 2022 |